# ISFET
Un ISFET este un tranzistor cu efect de câmp sensibil la ioni, care este un câmp-efect tranzistor folosit pentru măsurarea concentrației ionilor în soluție; atunci când concentrația de ioni (cum ar fi H+, a se vedea scala pH) se modifică, curentul prin tranzistor se va schimba în consecință. Aici, soluția este folosită ca și electrod poartă. Astfel, datorită învelișului de ioni apare o tensiune între substrat și suprafața de oxid.

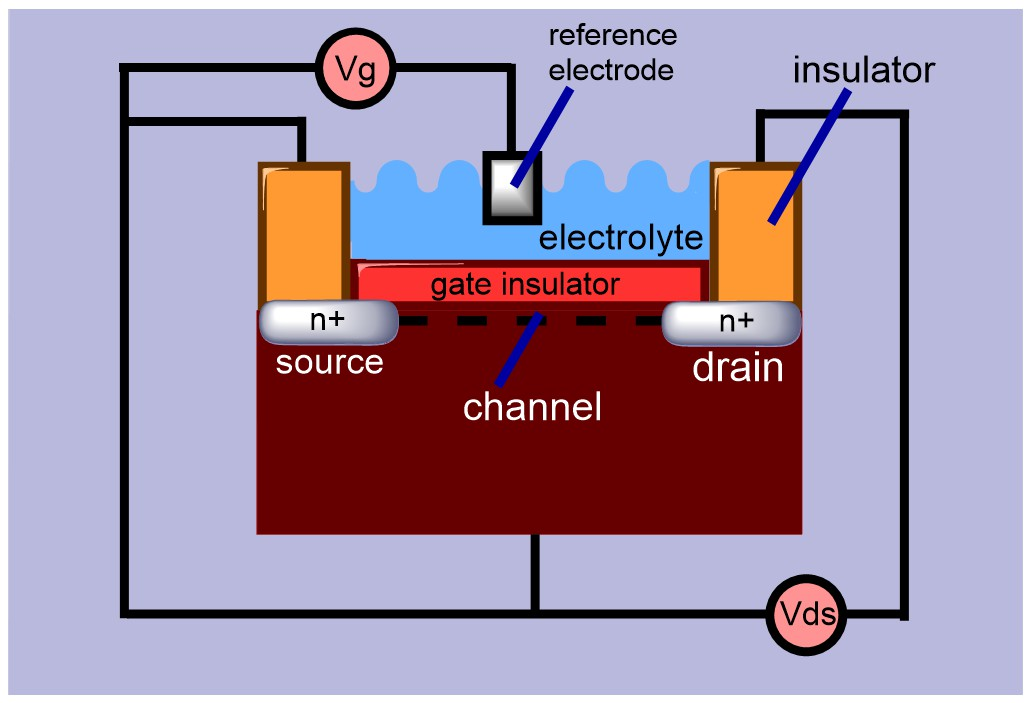
Imaginea schematică a unui ISFET. Sursa și drena sunt cei doi electrozi utilizat într-un FET. Deplasarea electronilor are loc în canalul dintre drenă și sursă. Potențialul porțiii controlează deplasarea curentui între cei doi electrozi.

Hidroliza de suprafață a grupei Si–OH a materialului din poartă, variază în soluțiile apoase, datorită valorii pH-ului. Materialele tipice pentru poartă sunt SiO2, Si3N4, Al2O3 și Ta2O5.
Mecanismul responsabil sarcina electrică a suprafeței de oxid, poate fi descris prin modelul de legare a locurilor, care descrie echilibrul între locurile de pe suprafața Si–OH și ionii H+ din soluție. Grupele hidroxil care acoperă suprafața de oxid, cum ar fi cea de SiO2, poate dona sau accepta un proton și astfel, să se comporte într-un mod amfoteric, așa cum este ilustrat de următoarele reacții acid-bază care au loc la interfața oxid-electrolit:
—Si–OH + H2O     ↔   —Si–O−     + H3O+
—Si–OH + H3O+   ↔   —Si–OH2+ + H2O
Sursa și drena unui ISFET sunt construite ca și pentru un MOSFET. Electrodul poartă este separat de canal de către o barieră care este sensibilă la ionii de hidrogen și un spațiu care să permită substanței testate să ajungă în contact cu bariera sensibilă. Tensiunea de prag a unui ISFET depinde de pH-ul substanței ce se află în contact cu bariera sensibilă la ioni.
ISFET-ul a fost inventat de către Piet Bergveld în 1970.

## Limitări practice datorate electrodului de referință
Un electrod ISFET sensibil la concentrații de H+ poate fi folosit ca un electrod de sticlă convențional pentru măsurarea pH-ului unei soluții. Cu toate acestea, el necesită de asemenea, un electrod de referință pentru a funcționa. Dacă electrodul de referință utilizat în contact cu soluția, este de tip clasic din AgCl sau HgCl2, acesta va suferi de aceleași limitări ca și electrozii pH convenționali (potențial de joncțiune, scurgere de KCl și de glicerol în cazul electrodului cu gel). Un electrod de referință convențional, poate fi de asemenea voluminos si fragil. Un volum prea mare condiționat de un electrod de referință clasic, de asemenea exclude miniaturizarea electrodului ISFET, o caracteristică obligatorie pentru unele analize clinice biologice sau in vivo (mini sondă pH de unică folosință). Spargerea unui electrod de referință convențional, ar putea de asemenea crea probleme în măsurătorile de linie din industria farmaceutică sau alimentară, dacă produse extrem de valoroase sunt contaminate cu reziduuri din electrozi sau cu compuși chimici toxici, într-o etapă ulterioară de producție, și trebuie să fie eliminate din motive de siguranță.
Din acest motiv, de mai mult de 20 de ani, multe eforturi de cercetare au fost dedicate realizării unui tranzistor cu efect de câmp inclus într-un sigur chip (REFET). Principiul lor de funcționare sau modul de operare, poate varia în funcție de producătorii electrodului și sunt adesea protejate de brevete. Suprafețele semiconductoare modificate necesare pentru REFET, nu sunt de asemenea întotdeauna în echilibru termodinamic cu soluție de testare și pot fi sensibile la speciile dizolvate agresive sau cu care interferează, sau cu fenomenele de îmbătrânire ce nu sunt bine caracterizate. Aceasta nu este o problemă reală, dacă electrodul poate fi frecvent re-calibrat la intervale regulate de timp și este ușor de întreținut în timpul vieții sale de serviciu. Cu toate acestea, acest lucru poate fi o problemă în cazul în care electrodul trebuie să rămână cufundat pentru o perioadă prelungită de timp, sau este inaccesibil pentru anumite constrângeri legate de natura măsurătorilor în sine (măsurători geochimice sub presiune ridicată a apei în mediile dure sau sub condiții anoxice sau de reducere, ușor perturbabile pătrunderea oxigenului atmosferic sau de schimbările de presiune).
Un factor crucial pentru electrozii ISFET, ca și pentru electrozii convenționali de sticlă, rămâne electrodul de referință. Atunci când apar defecțiuni ale electrozilor, de multe ori, cele mai multe dintre probleme trebuie să fie căutate din partea electrodului de referință.